# Aerodramus leucophaeus
Aerodramus leucophaeus е вид птица от семейство Бързолетови (Apodidae). Видът е незастрашен от изчезване.

## Разпространение
Разпространен е във Френска Полинезия.